# Mosfellsdalur
Mosfellsdalur é uma localidade na Islândia. Em 2018 tinha uma população de cerca de 224 habitantes.